# Estación ecológica

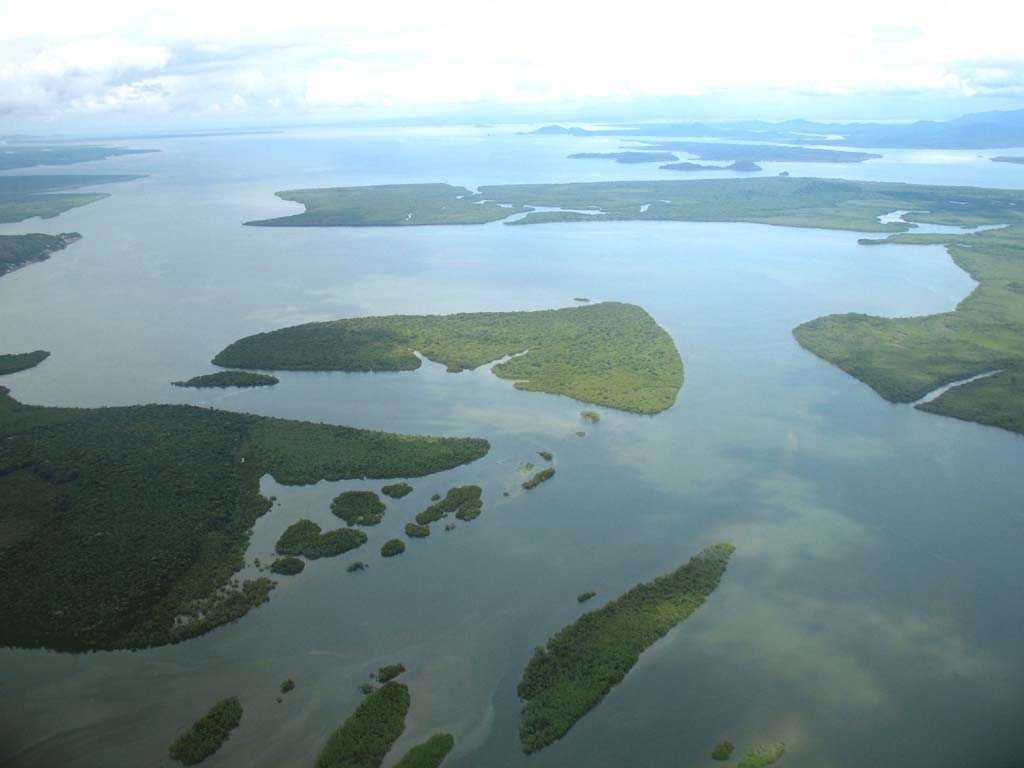
Isla Sambaqui, bahía de Guaraqueçaba

Una estación ecológica (en portugués Estação Ecológica) es un tipo de área natural protegida de Brasil definida por el Sistema Nacional de Unidades de Conservación (SNUC).
El propósito es preservar muestras representativas de los diferentes biomas en Brasil.

## Objetivos y restricciones
En los años 1970, la Secretaría Especial de Medio Ambiente, encabezada por el ecologista Paulo Nogueira Neto, lanzó un programa de estações ecológicas (estaciones ecológicas) con el objetivo de establecer una red de reservas que protegería muestras representativas de todos los ecosistemas  brasileños. El objetivo de una estación ecológica es preservar naturaleza y conducir investigaciones científicas. Establece el derecho de ámbito eminente, con áreas privadas dentro de sus fronteras que requieren expropiación. En estas áreas, las visitas públicas están prohibidas, excepto para propósitos educativos, de acuerdo con las provisiones del Plan de Administración de la unidad o de regulaciones específicas, y la investigación científica depende de una previa autorización de parte del órgano responsable de la administración de la unidad y es sujeta a las condiciones y restricciones establecidas por dicho órgano.
Se permiten cambios al entorno en una estación ecológica solamente para restaurar ecosistemas modificados, para administrar especies con el objeto de preservar la biodiversidad y para recoger especímenes con propósitos científicos. Los cambios son también permitidos para desarrollar investigación científica que afecte al entorno más que para observación o colección, pero en no más de 1.500 hectáreas (3,700 acres) o en un máximo de 3% del área total de la estación ecológica, lo que sea más pequeño.

## Lista seleccionada de estaciones ecológicas
| Nombre                | Estado               | Área (ha) | Nivel   | Creación | Bioma            |
| --------------------- | -------------------- | --------- | ------- | -------- | ---------------- |
| Acauã                 | Minas Gerais         | 3,195     | Estatal | 1974     | Bosque atlántico |
| Águas Cuiabá          | Mato Grosso          | 11,328    | Estatal | 2002     | Cerrado          |
| Águas Emendadas       | Distrito Federal     | 9,181     | Estatal | 1968     | Cerrado          |
| Aiuaba                | Ceará                | 11,525    | Federal | 2001     | Caatinga         |
| Alto Maués            | Amazonas             | 668,160   | Federal | 2014     | Amazonas         |
| Angatuba              | São Paulo            | 1,394     | Estatal | 1985     | Bosque atlántico |
| Aracuri-Esmeralda     | Río Grande del Sur   | 277       | Federal | 1981     | Bosque atlántico |
| Bananal               | São Paulo            | 884       | Estatal | 1987     | Bosque atlántico |
| Banhados de Iguape    | São Paulo            | 16,588    | Estatal | 2006     | Bosque atlántico |
| Barreiro Rico         | São Paulo            | 293       | Estatal | 2006     | Bosque atlántico |
| Caetetus              | São Paulo            | 2,254     | Estatal | 1977     | Bosque atlántico |
| Caracaraí             | Roraima              | 86,793    | Federal | 1982     | Amazonas         |
| Carijós               | Santa Catarina       | 759       | Federal | 1987     | Marino costero   |
| Castanhão             | Ceará                | 12,579    | Federal | 2001     | Caatinga         |
| Chauás                | São Paulo            | 2700      | Estatal | 1987     | Bosque atlántico |
| Cuniã                 | Rondonia / Amazonas  | 189,661   | Federal | 2001     | Amazonas         |
| Grão-Pará             | Pará                 | 4,245,819 | Estatal | 2006     | Amazonas         |
| Guanabara             | Río de Janeiro       | 1,935     | Federal | 2006     | Marino costero   |
| Guaraqueçaba          | Paraná               | 4,476     | Federal | 1982     | Marino costero   |
| Guaxindiba            | Río de Janeiro       | 3,160     | Estatal | 2002     | Bosque atlántico |
| Ilha Mel              | Paraná               | 2,241     | Estatal | 1982     | Marino costero   |
| Iquê                  | Mato Grosso          | 215,969   | Federal | 1981     | Amazonas         |
| Itirapina             | São Paulo            | 5,512     | Estatal | 1984     | Bosque atlántico |
| Jari                  | Amapá, Pará          | 227,126   | Federal | 1982     | Amazonas         |
| Jataí                 | São Paulo            | 9,010     | Estatal | 1982     | Cerrado          |
| Juami-Japurá          | Amazonas             | 831,524   | Federal | 1985     | Amazonas         |
| Jutaí-Solimões        | Amazonas             | 284,285   | Federal | 1983     | Amazonas         |
| Juréia-Itatins        | São Paulo            | 208,505   | Estatal | 1986     | Bosque atlántico |
| Maracá                | Roraima              | 103,976   | Federal | 1981     | Amazonas         |
| Maracá-Jipioca        | Amapá                | 60,200    | Federal | 1981     | Amazonas         |
| Mata Jacaré           | São Paulo            | 75        | Estatal | 1987     | Bosque atlántico |
| Mata dos Ausentes     | Minas Gerais         | 498       | Estatal | 1974     | Bosque atlántico |
| Mata Preta            | Santa Catarina       | 6,566     | Federal | 2005     | Bosque atlántico |
| Mico Leão Preto       | São Paulo            | 5,500     | Federal | 2002     | Bosque atlántico |
| Mujica Nava           | Rondônia             | 18,281    | Estatal | 1996     | Amazonas         |
| Murici                | Alagoas              | 6,132     | Federal | 2001     | Bosque atlántico |
| Niquiá                | Roraima              | 284,787   | Federal | 1985     | Amazonas         |
| Paraíso               | Río de Janeiro       | 5,000     | Estatal | 1987     | Bosque atlántico |
| Pau-Brasil            | Bahía                | 1,151     | Estatal | 1997     | Bosque atlántico |
| Pau-Brasil            | Paraíba              | 82        | Estatal | 2002     | Bosque atlántico |
| Pirapitinga           | Minas Gerais         | 1,384     | Federal | 1987     | Cerrado          |
| Raso da Catarina      | Bahía                | 105,300   | Federal | 1984     | Caatinga         |
| Río Acre              | Acre                 | 77,500    | Federal | 1981     | Amazonas         |
| Río de Casca          | Mato Grosso          | 3,534     | Estatal | 1994     | Amazonas         |
| Río Flor Prado        | Mato Grosso          | 8,517     | Estatal | 2003     | Amazonas         |
| Río Madeirinha        | Mato Grosso          | 13,683    | Estatal | 1997     | Amazonas         |
| Río Ronuro            | Mato Grosso          | 102,000   | Estatal | 1998     | Amazonas         |
| Río Roosevelt         | Mato Grosso          | 96,925    | Estatal | 2007     | Amazonas         |
| Samuel                | Rondonia             | 71,061    | Estatal | 1989     | Amazonas         |
| Seridó                | Río Grande del Norte | 1,163     | Federal | 1982     | Caatinga         |
| Serra das Araras      | Mato Grosso          | 28,637    | Federal | 1982     | Amazonas         |
| Serra dos Três Irmãos | Rondonia             | 87,412    | Estatal | 1990     | Amazonas         |
| Serra Geral Tocantins | Bahía, Tocantins     | 716,306   | Federal | 2001     | Cerrado          |
| Taiamã                | Mato Grosso          | 11,555    | Federal | 1981     | Amazonas         |
| Taim                  | Río Grande del Sur   | 10,939    | Federal | 1986     | Marino costero   |
| Tamoios               | Río de Janeiro       | 9,361     | Federal | 1990     | Marino costero   |
| Terra Meio            | Pará                 | 3,373,110 | Federal | 2005     | Amazonas         |
| Tupinambás            | São Paulo            | 2,464     | Federal | 1987     | Marino costero   |
| Tupiniquins           | São Paulo            | 1,728     | Federal | 1986     | Marino costero   |
| UFMG                  | Minas Gerais         | 114       | Federal | 1988     | Cerrado          |
| Uruçui-Una            | Piauí                | 135,120   | Federal | 1981     | Cerrado          |
| Wenceslau Guimarães   | Bahía                | 2,418.00  | Estatal | 1997     | Bosque atlántico |
| Xitué                 | São Paulo            | 3,095     | Estatal | 1987     | Bosque atlántico |